# 衣岩駅
衣岩駅（ウィアムえき）は、大韓民国江原道春川市にかつて存在した京春線の鉄道駅である。

## 歴史
- 1939年7月20日 - 京春鉄道開通と同時に停留場として開業[1]。
- 1974年12月15日 - 廃止[2]。